# Alpeiner Ferner (Stubaier Alpen)
Der Alpeiner Ferner ist ein Gletscher in den Stubaier Alpen in Tirol.

## Lage
Der Alpeiner Ferner fließt unterhalb der Schwarzenbergspitzen nach Nordosten ins Oberbergtal. Er entwässert über den Alpeiner Bach  bzw. Oberbergbach zur Ruetz. Im Osten wird er von der Ruderhofspitze und der Westlichen Seespitze umrahmt, im Westen trennt ihn ein schmaler, von der Westlichen Schwarzenbergspitze zum Schrandele verlaufender Grat vom Schwarzenbergferner, der nach Südwesten ins Sulztal entwässert.

## Rückzug
Beim letzten Höchststand um 1850 reichte die Zunge des Alpeiner Ferners bis zu einer Höhe von rund 2200 m hinunter. Seither zog sie sich wie bei anderen Alpengletschern stark zurück. Ende der 1930er Jahre riss die zuvor bestehende Verbindung zu mehreren Seitengletschern, dem Alpeiner Kräulferner und Seespitzferner im Osten sowie dem Verborgen-Berg-Ferner im Westen, ab. Durch das Abreißen dieser Kargletscher gingen drei Nährgebiete für den Alpeiner Ferner verloren, was den Rückgang weiter beschleunigte.
Insgesamt hat der Alpeiner Ferner von 1850 bis 2006 rund 2,2 km an Länge, 2,9 km² an Fläche und 0,33 km³ an Volumen verloren. Unter den Gletschern der Stubaier Alpen hatte der Alpeiner Ferner in den Jahren 1997 bis 2006 nach dem Sulzenauferner und dem Bachfallenferner den drittgrößten Flächenverlust zu verzeichnen.
Von 2007 bis 2016 hat sich der Gletscher um weitere 276 m zurückgezogen.

## Geschichte

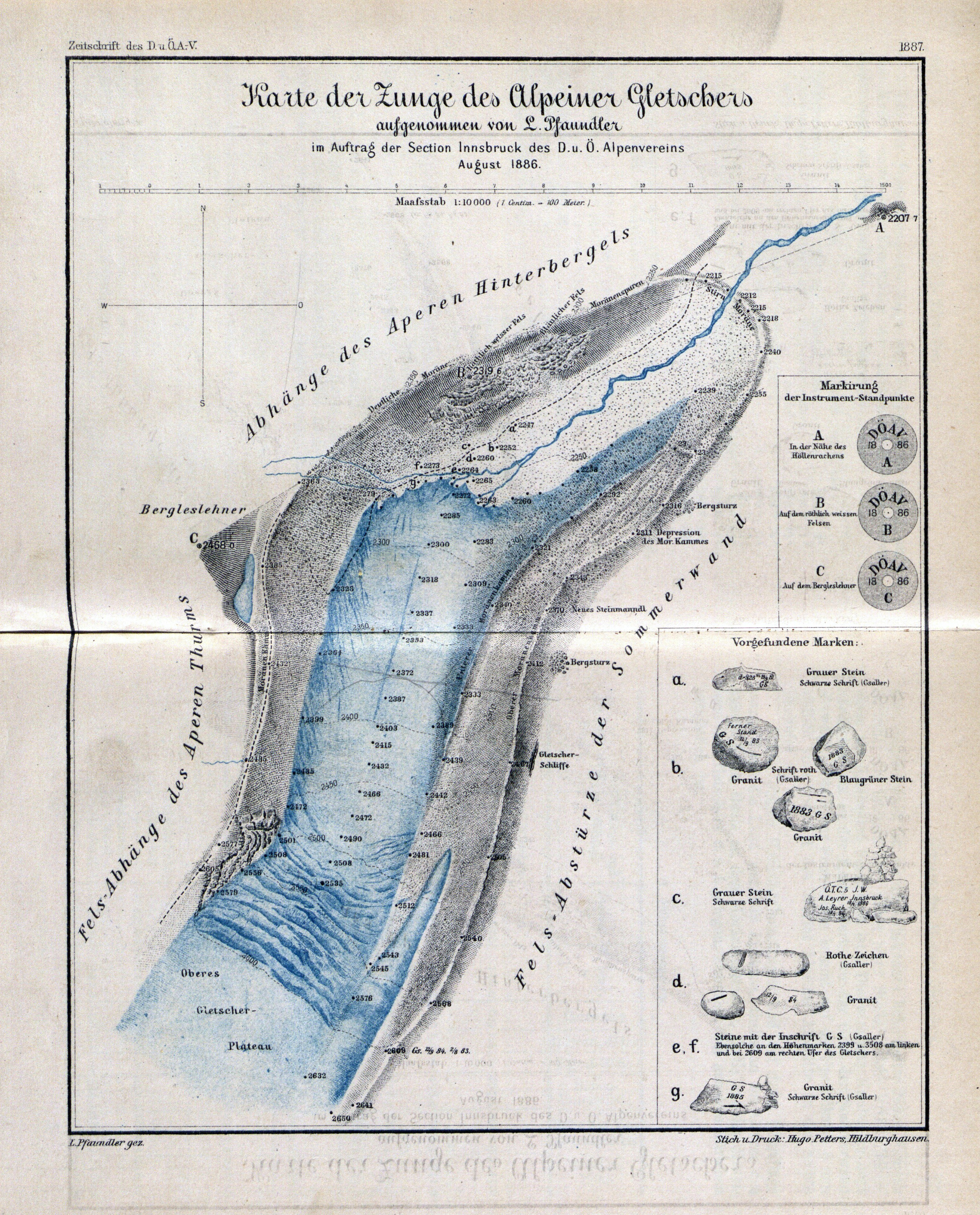
Karte der Zunge des Alpeiner Gletschers von Leopold Pfaundler, 1887

Erstmals ist die Gegend als Albm Allpein im Jahre 1628 verschriftlicht worden. Es liegt Alpina (‚kleine Alm‘) zugrunde.
Als einer der am leichtesten von Innsbruck aus zu erreichenden Gletscher galt der Alpeiner Ferner schon früh als alpine Attraktion und wurde beispielsweise 1765 von Kaiser Josef II. besucht.
Das erste künstlerische Bild des Gletschers wurde 1790 von Franz Karl Zoller als Kupferstich geschaffen, 1808 veröffentlichte der Landesgerichts-Assessor Josef von Anreiter eine Beschreibung des Alpeiner Ferners.
In Johann Jakob Stafflers topographischer Beschreibung Tirols von 1847 ist bereits vom „vielbesuchten Alpeiner Ferner“ die Rede. 1885 wurde unterhalb des Gletschers die Franz-Senn-Hütte erbaut.
Ab 1860 wurde, zunächst durch Ludwig Barth und Leopold Pfaundler, später durch Carl Gsaller die Längenänderung des Alpeiner Ferners gemessen und mit Unterstützung und im Auftrag des Deutschen und Österreichischen Alpenvereins kartographisch aufgenommen.